# 鷲頭虎太
鷲頭 虎太（わしず こた、2003年12月6日 - ）は、日本中央競馬会 (JRA)栗東トレーニングセンター所属の騎手である。

## 来歴
北海道函館市で生まれ育つ。
2013年の第58回有馬記念で、8馬身差で勝利したオルフェーヴルの姿を見て、騎手を志す。
2018年、競馬学校騎手課程第38期に合格する（同期は今村聖奈・大久保友雅・川端海翼・佐々木大輔・土田真翔・角田大河・西塚洸二）。
2022年、栗東・千田輝彦厩舎所属でデビュー。同年3月5日の阪神競馬第7競走の、デルマピクシーに騎乗しデビュー（16着）。同年5月7日の中京競馬第5競走でヤマニンゼストに騎乗し、初勝利を果たす。
2023年11月より、障害馬の調教騎乗を開始し、障害競走実戦でも同月より騎乗。同期デビューである障害専門騎手の小牧加矢太の活躍に刺激され、師匠である千田の許可を受けて、平地と障害競走との二刀流挑戦を決めた。
2024年11月1日、千田厩舎を離れフリーとなる。
2025年3月5日、栗東で新規開業の井上智史厩舎所属になる。同年3月19日、井上が管理するウォーターハウスで園田11Rを制し、厩舎の初勝利を飾った。4月5日には阪神7Rを同じく井上の管理馬であるサンダーバースで制し、厩舎のJRA初勝利も決めている。

## 人物
- 目標とする騎手は川田将雅[3]。
- 趣味は音楽鑑賞、特技は柔軟[3]。
- 座右の銘は「一鞍入魂」[3]。

## 騎乗成績
概要
|      |        | 日付           | 競馬場・開催 | 競走名            | 馬名             | 頭数 | 人気 | 着順 |
| ---- | ------ | -------------- | ------------ | ----------------- | ---------------- | ---- | ---- | ---- |
| 平地 | 初騎乗 | 2022年3月5日   | 1回阪神7日5R | 3歳未勝利         | デルマピクシー   | 18頭 | 15   | 16着 |
| 平地 | 初勝利 | 2022年5月7日   | 3回中京1日5R | 3歳未勝利         | ヤマニンゼスト   | 11頭 | 4    | 1着  |
| 障害 | 初騎乗 | 2023年11月18日 | 3回福島5日5R | 障害3歳上オープン | タマモワカムシャ | 14頭 | 9    | 3着  |

出典: JRA日本中央競馬会 騎手名鑑プロフィールより

### 年度別成績
| 年度   | 平地競走 | 平地競走 | 平地競走 | 平地競走 | 平地競走 | 平地競走 | 平地競走 | 障害競走 | 障害競走 | 障害競走 | 障害競走 | 障害競走 | 障害競走 | 障害競走 |
| 年度   | 1着      | 2着      | 3着      | 騎乗数   | 勝率     | 連対率   | 複勝率   | 1着      | 2着      | 3着      | 騎乗数   | 勝率     | 連対率   | 複勝率   |
| ------ | -------- | -------- | -------- | -------- | -------- | -------- | -------- | -------- | -------- | -------- | -------- | -------- | -------- | -------- |
| 2022年 | 7        | 8        | 7        | 190      | .037     | .079     | .116     | -        | -        | -        | -        | -        | -        | -        |
| 2023年 | 11       | 18       | 10       | 280      | .039     | .104     | .139     | 0        | 0        | 1        | 3        | .000     | .000     | .333     |
| 中央   | 18       | 26       | 17       | 470      | .038     | .094     | .130     | 0        | 0        | 1        | 3        | .000     | .000     | .333     |
| 地方   | 1        | 1        | 0        | 7        | .143     | .286     | .286     | -        | -        | -        | -        | -        | -        | -        |